# ヘンリー・ネルソン・オニール
ヘンリー・ネルソン・オニール（Henry Nelson O'Neil ARA、1817年1月7日 - 1880年3月13日）は、イギリスの画家、著作家である。

## 略歴
ロシアのサンクトペテルブルクでイギリス人の両親のもとに生まれた。家族とイギリスに戻り、1833年にロイヤル・アカデミー・オブ・アーツの美術学校にアルフレッド・エルモア（1815-1881）とともに入学した。ロイヤル・アカデミーの学生たちによって形成された「ザ・クリック」のメンバーとして働いた。他のメンバーにはオーガスタス・レオポルド・エッグ、アルフレッド・エルモア、ウィリアム・フリス、リチャード・ダッド、ウィリアム・フリス、ジョン・フィリップ、エドワード・マシュー・ウォードたちがいた。「ザ・クリック」のメンバーは「ラファエル前派」の画家たちを批判する立場であったが、オニールはラファエル前派を風刺的な絵画を描き著作で最も激しく攻撃した。1867年には2000年後イギリスをニュージーランドの考古学者が発掘したという設定のファンタジー「Two Thousand Years Therefore」を出版し、イギリスの文化や政治を風刺した。
1840年にはエルモアとイタリアに旅し、帰国後、歴史や同時代の出来事を描いたいくつかの有名な作品を発表した。1850年代にはインド大反乱の鎮圧のために出発するイギリス人兵士を題材にした作品をいくつか描いた。1860年にロイヤル・アカデミー・オブ・アーツの準会員に選ばれた。
1865年7月には、オニールは大西洋に通信ケーブルを敷設したグレート・イースタン号に乗船し、絵画を描こうとしたがこの時はケーブルの切断事故が発生したが、航海中、敷設船の中で新聞「アトランティック・テレグラフ」を5回を編集、発刊し、挿絵を描いた。イギリスに戻ると、雑誌「Blackwood's Edinburgh Magazine.」に遠征の記事を掲載した。1866年に再びケーブル敷設の航海に同行し、船中で5冊の出版物を制作し、後に雑誌「London Society」に航海のユーモラスな記事を発表した。
1880年にロンドンで亡くなった。

## 作品

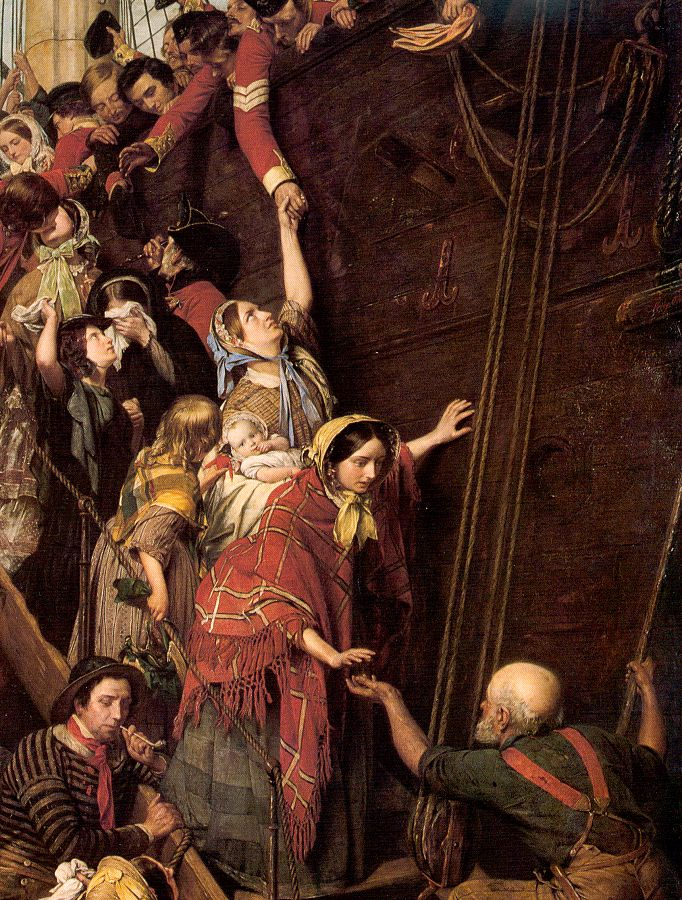
Eastward Ho! （インドに向かって出航する兵士たち）(1857) London Museum
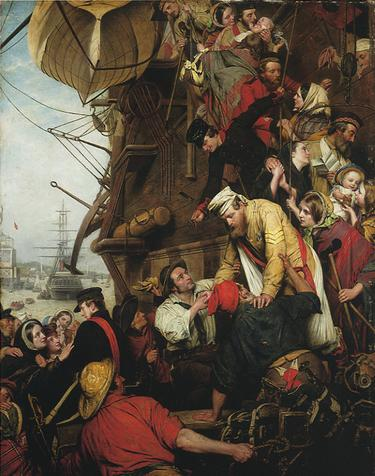
Home Again (1859)
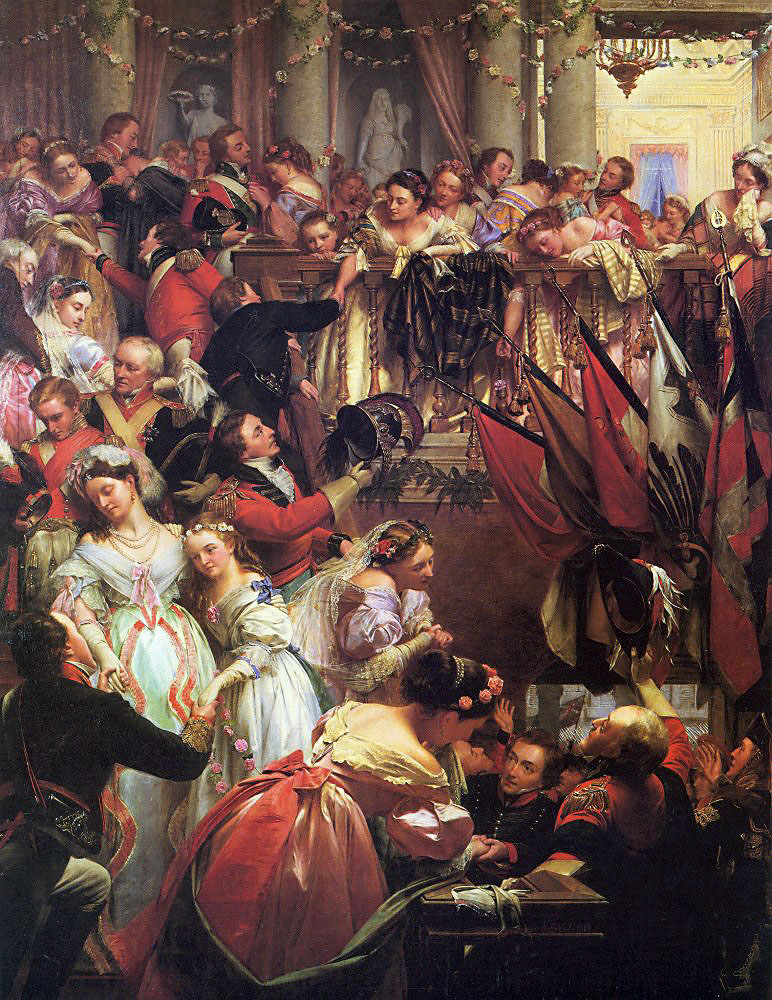
ワーテルローの戦いの前 (1868)
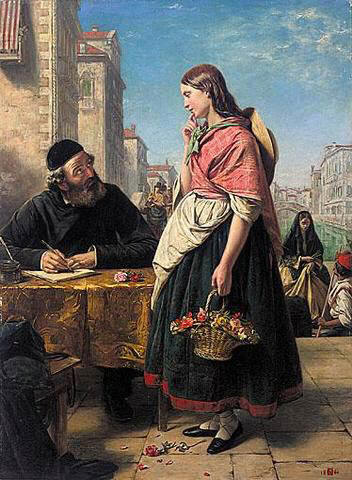
代書人 (1860)

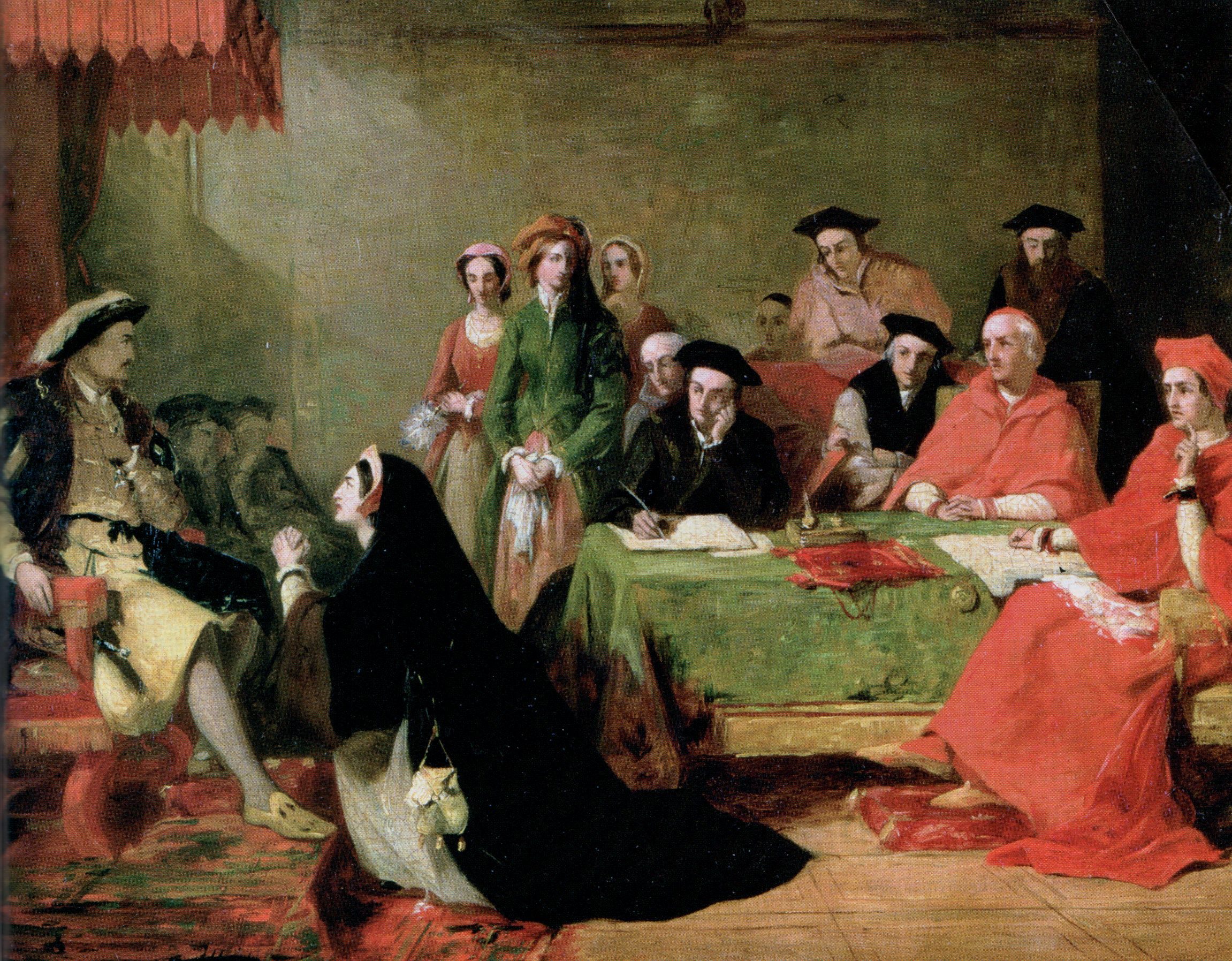
キャサリン・オブ・アラゴンの裁判
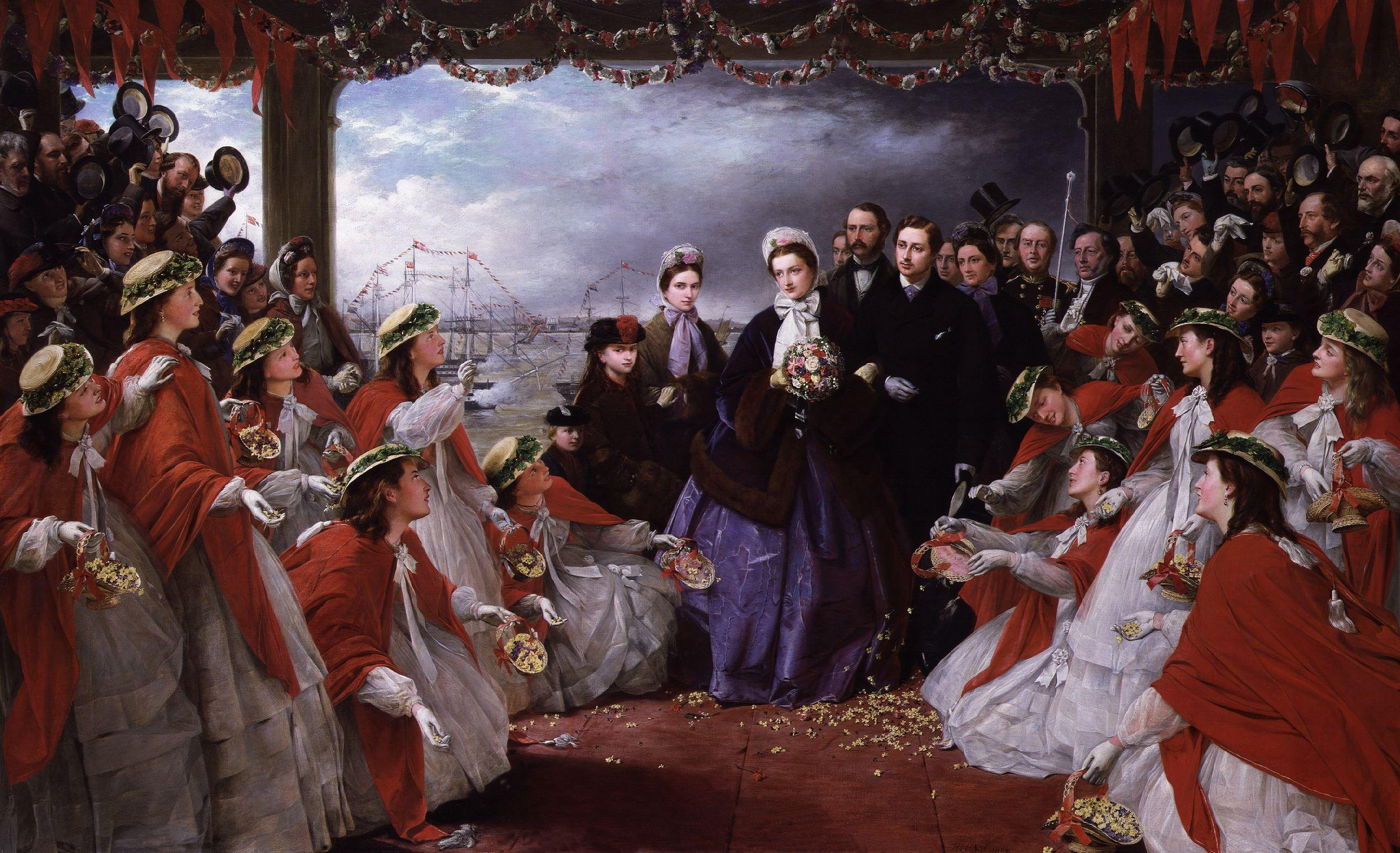
皇后アレクサンドラ・オブ・デンマークのグレーブセンド港上陸 (1864) ナショナル・ポートレート・ギャラリー
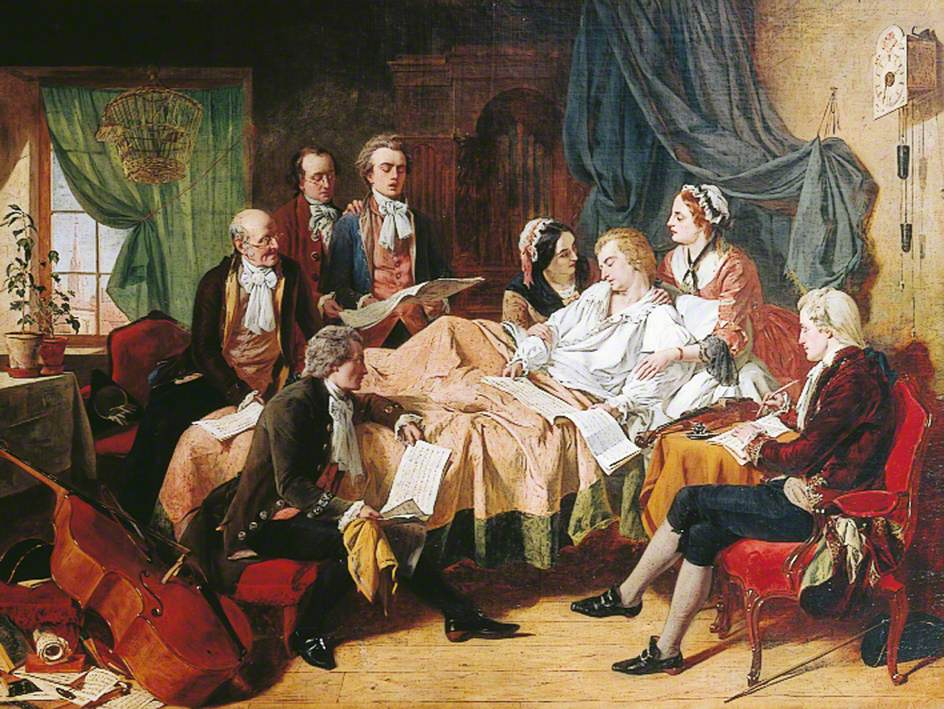
モーツァルトの臨終 Leeds Art Gallery